# Town Hill
Town Hill – najwyższy punkt Bermudów, brytyjskiego terytoria zamorskiego w Ameryce Północnej. Wznosi się na wysokość 79 m n.p.m.